# Peisidike (Tochter des Pelias)
Peisidike (altgriechisch Πεισιδίκη Peisidíkē) ist in der griechischen Mythologie eine Tochter des Königs Pelias von Iolkos und der Anaxibia. Nach anderer Überlieferung heißt ihre Mutter Phylomache.
Peisidike und alle ihre Schwestern mit Ausnahme der Alkestis ließen sich von der mit Jason nach Iolkos gekommenen Zauberin Medea durch die Demonstration der scheinbaren Verjüngung eines alten Widders täuschen und dazu überreden, ihren Vater Pelias zu ermorden, zerstückeln und seine Überreste in einem ehernen Kessel zu kochen, damit er – wie sie von Medea Glauben gemacht wurden – durch die Künste der Zauberin wieder verjüngt auferstehen könne. Erst als sich die Erwartung nicht erfüllte und Pelias tot blieb, erkannten Peisidike und ihre Schwestern, dass sie in die Irre geführt worden waren und flohen aus dem Land, während Jason sich Iolkos bemächtigte.